# Chris Lattner
Chris Lattner, informaticien américain, né en 1978, est connu comme le principal auteur du compilateur Clang et de sa plate-forme de bas niveau LLVM. Depuis 2017, il travaille chez Google Brain.

## Biographie
Lattner étudie l'informatique à l'université de Portland, un établissement catholique privé dans l'état de l'Oregon aux États-Unis. Il obtient son diplôme en 2000, puis intègre l'université de l'Illinois à Urbana-Champaign comme assistant de recherche, où il débute l'implémentation du projet LLVM. Il a reçu le prix d'excellence du SIGPLAN de l'ACM en juin 2010 pour ses travaux sur ce projet.
En 2005, il poursuit la maintenance et les développements du projet en rejoignant Apple, sponsor du projet et aujourd'hui responsable de sa gestion. Là-bas, il s'occupe de l'outil de programmation Xcode et il est à l'origine de la création du langage Swift.
Le 10 janvier 2017, il annonce son départ d'Apple. Il rejoint les rangs de Tesla Motors.
Le 14 août 2017, il annonce son départ de Tesla et son arrivée à Google Brain.

### FSF et GNU GCC
Apple contribuait par le passé au support du langage de programmation Objective-C dans GNU GCC en assignant ses droits d'auteurs à la fondation pour le logiciel libre, mais modifia sa politique en septembre 2010 sous la direction de Chris Lattner. Les modifications sur du code déjà assigné restent disponibles, mais les autres contributions d'Apple au projet GNU, y compris pour LLVM-GCC, ne sont pas maintenues.